# In the name of justice
In the name of justice (In the name of justice?) è il diciannovesimo singolo della band visual kei giapponese D. È stato pubblicato il 17 novembre 2010 dall'etichetta discografica HPQ di proprietà della major avex trax.
Il singolo è stato stampato in tre versioni, tutte in confezione jewel case e copertine diverse: una prima special edition (denominata TYPE A) con DVD extra, una seconda special edition (TYPE B) con un altro DVD extra ed un brano in più, ed una normal edition con un brano in più diverso da quello della TYPE B. La prima edizione, inoltre, include come omake per tutte e tre le versioni un adesivo casuale fra sei soggetti possibili (i cinque membri e il gruppo intero).

## Tracce
Tutti i brani sono testo e musica di ASAGI, tranne dove indicato.

Dopo il titolo è indicata fra parentesi "()" la grafia originale del titolo.

### Normal edition
1. In the name of justice (In the name of justice?)
2. Nightly Knights (Nightly Knights?) (ASAGI - Tsunehito)
3. Yoru no me to ginyūshijin (夜の眼と吟遊詩人?)
4. In the name of justice (Voiceless) (In the name of justice（Voiceless）?)

### Special edition
1. In the name of justice (In the name of justice?)
2. Nightly Knights (Nightly Knights?) (ASAGI - Tsunehito)
3. Grand Master (Grand Master?); bonus track presente solo nella TYPE B
4. In the name of justice (Voiceless) (In the name of justice（Voiceless）?)

#### DVD A
1. In the name of justice (In the name of justice?); videoclip

#### DVD B
1. In the name of justice (In the name of justice?); making of del videoclip

## Formazione
- ASAGI - voce
- Ruiza - chitarra
- HIDE-ZOU - chitarra
- Tsunehito - basso
- HIROKI - batteria